# Péter Jakab
Péter Jakab (ur. 16 sierpnia 1980 w Miszkolcu) – węgierski polityk i nauczyciel, działacz partii Jobbik i od 2020 do 2022 przewodniczący tego ugrupowania, poseł do Zgromadzenia Narodowego.

## Życiorys
Absolwent Diósgyőri Gimnázium (1998), w 2004 ukończył studia z historii na Uniwersytecie w Miszkolcu. Do 2010 pracował jako nauczyciel w Budapeszcie i Miszkolcu. Zaangażował się w działalność polityczną w ramach ugrupowania Jobbik w komitacie Borsod-Abaúj-Zemplén. Od 2010 związany z samorządem w rodzinnej miejscowości. W 2014 ubiegał się bez powodzenia o urząd burmistrza. Wzbudził wówczas zainteresowanie węgierskich mediów jako kandydat partii, określanej przez część środowisk mianem skrajnie prawicowej i antysemickiej, który publicznie ujawnił swoje żydowskie pochodzenie od strony matki.
W 2016 został rzecznikiem prasowym swojego ugrupowania. W wyborach w 2018 uzyskał mandat posła do Zgromadzenia Narodowego. W styczniu 2020 wybrany na przewodniczącego partii Jobbik. W wyborach w 2022 utrzymał mandat deputowanego z ramienia koalicji ugrupowań opozycyjnych. W tym samym roku ustąpił z funkcji przewodniczącego partii.